# 侯覇
侯 覇（こう は、? - 37年）は、中国の前漢時代末期から後漢時代初期にかけての政治家。字は君房。司隷河南尹密県（現在の河南省鄭州市新密市）の人。後漢草創期の功臣の一人で、尚書令・大司徒として内政・制度整備に貢献し、約200年に渡る後漢の治世の基礎を築いた上で最も貢献した政治家と言っても過言ではない。

## 事跡

### 初期の事跡
| 姓名           | 侯覇 |
| 時代           | 前漢時代 - 後漢時代                                                                                           |
| 生没年         | 前7年以前 - 37年（建武13年）                                                                                  |
| 字・別号       | 君房（字） |
| 本貫・出身地等 | 司隷河南尹密県                                                                                                |
| 職官           | 太子舎人〔前漢〕→随県宰〔新〕 →執法刺姦〔新〕→淮平大尹〔新〕 →臨淮太守〔更始〕→尚書令〔後漢〕 →大司徒〔後漢〕 |
| 爵位・号等     | 関内侯〔後漢〕→則郷侯〔後漢〕 →則郷哀侯〔没後〕                                                               |
| 陣営・所属等   | 成帝→哀帝→平帝→孺子嬰 →王莽→更始帝→光武帝                                                                     |
| 家族・一族     | 子：侯昱 |

成帝の時代に、侯覇は太子舎人として初めて任用された。王莽が新を創建すると、五威司命陳崇が侯覇を徳行が優れているとして推薦したため、侯覇は随県（南陽郡）の宰（新制における県令）に任命された。
随県の領域は広く、河川や湖が分布していたため、当時は亡命者の多くが盗賊となって潜んでいた。侯覇が着任すると、直ちに有力な盗賊らを誅殺し、山賊を捕えたため、県内は平静さを取り戻している。その後、2度の昇進を経て侯覇は執法刺姦に任命され、高位の者も容赦なく査問し、疑惑があれば憚ることはなかった。
その後侯覇は淮平大尹（新制の臨淮太守）に移り、その治績の優良さで名を知られた。更始帝（劉玄）により王莽が滅ぼされた際には、侯覇は臨淮の保全に専念している。更始元年（23年）、更始帝は謁者侯盛と荊州刺史費遂に璽書を持たせて派遣し、侯覇を召還しようとした。すると臨淮の民衆が、「あと1年だけ侯君（侯覇）をその地位に留めて下さい」と大挙して2人の使者に懇願してくる。この騒ぎに2人は、侯覇が召還を受ければ臨淮が混乱すると懸念し、璽書を渡さず、そのまま引き返して更始帝に事態を報告した。

### 文の重鎮として
建武4年（28年）、光武帝は侯覇を召還し、自ら寿春で侯覇に面会して、尚書令に任命している。この当時、漢の朝廷には典籍が無く、また新以前の旧臣が乏しかった。しかし侯覇は故事（旧制度）に通暁しており、遺漏していた文献を収集し、旧法令の中で新たな時代でも有益なものを尽く奉呈して、施行に移した。また、毎年春の寛大（大赦）の詔を四時之令（四季の区分）に符合させたのは、侯覇の建議によるものである。
建武5年（29年）、侯覇は伏湛の後任として大司徒に就任し、関内侯に封じられた。在任中の侯覇は物事に対して明察で、正義を守り、公に身を捧げ屈することが無く、清廉を保持したという。
建武13年（37年）、在任中に侯覇は死去した。光武帝は侯覇の死を悲しみ、則郷哀侯を追贈し、食邑2,600戸を下賜している。子の侯昱が後継した。さらに孫の侯建、曾孫の侯昌と続いた。西晋の侯瑾は七世の孫とされる他、東魏から南朝梁にかけての相国・宇宙大将軍・六合都督諸軍事である侯景も侯覇の末裔と自称した。

### 人物像
侯覇は厳粛さを矜持して威風を有し、家財に恵まれていたが、それを私的な事業に用いようとはしなかった。学問に熱心で、九江太守房鳳に師事して、『春秋穀梁伝（穀梁春秋）』を研究し、房鳳の講義を手助けしている。上記の通り、臨淮では善政で民衆から慕われ、侯覇が没した後、臨淮の官民は廟を建設し、四季に祭祀を行ったという。

## 関連記事
- 新末後漢初